# Рівердейл (Нью-Джерсі)
Рівердейл (англ. Riverdale) — місто (англ. borough) в США, в окрузі Морріс штату Нью-Джерсі. Населення — 4107 осіб (2020).

## Географія
Рівердейл розташований за координатами 40°59′44″ пн. ш. 74°18′56″ зх. д. / 40.99556° пн. ш. 74.31556° зх. д. (40.995495, -74.315648).  За даними Бюро перепису населення США в 2010 році місто мало площу 5,40 км², з яких 5,22 км² — суходіл та 0,19 км² — водойми.

### Клімат
| Клімат : Рівердейл           | Клімат : Рівердейл | Клімат : Рівердейл | Клімат : Рівердейл | Клімат : Рівердейл | Клімат : Рівердейл | Клімат : Рівердейл | Клімат : Рівердейл | Клімат : Рівердейл | Клімат : Рівердейл | Клімат : Рівердейл | Клімат : Рівердейл | Клімат : Рівердейл | Клімат : Рівердейл |
| Показник                     | Січ.               | Лют.               | Бер.               | Квіт.              | Трав.              | Черв.              | Лип.               | Серп.              | Вер.               | Жовт.              | Лист.              | Груд.              | Рік                |
| Абсолютний максимум, °C      | 19,4               | 22,2               | 27,8               | 35,0               | 35,6               | 35,0               | 37,8               | 38,3               | 34,4               | 32,2               | 27,2               | 23,3               | 38,3               |
| Середній максимум, °C        | 2,2                | 3,9                | 8,3                | 15,0               | 21,1               | 26,1               | 28,9               | 27,8               | 23,3               | 17,2               | 11,1               | 5,0                | 15,9               |
| Середній мінімум, °C         | −7,8               | −6,7               | −1,7               | 3,9                | 9,4                | 14,4               | 17,2               | 16,1               | 12,2               | 5,0                | 3,3                | −3,9               | 5,2                |
| Абсолютний мінімум, °C       | −23,9              | −20,6              | −18,3              | −6,1               | −1,7               | 5,0                | 9,4                | 5,6                | 1,7                | −6,1               | −11,1              | −17,2              | −23,9              |
| Норма опадів, мм             | 100                | 76                 | 103                | 82                 | 115                | 110                | 109                | 108                | 116                | 93                 | 104                | 96                 | 1239               |
| ---------------------------- | ------------------ | ------------------ | ------------------ | ------------------ | ------------------ | ------------------ | ------------------ | ------------------ | ------------------ | ------------------ | ------------------ | ------------------ | ------------------ |
| Джерело: The Weather Channel |                    |                    |                    |                    |                    |                    |                    |                    |                    |                    |                    |                    |                    |

## Демографія
Згідно з переписом 2010 року, у селищі мешкало 3559 осіб у 1547 домогосподарствах у складі 917 родин. Було 1657 помешкань
Расовий склад населення:
| - 89,9 % — білих - 5,3 % — азіатів - 1,2 % — чорних або афроамериканців - 0,1 % — корінних американців - 1,7 % — осіб інших рас |

До двох чи більше рас належало 1,9 %. Частка іспаномовних становила 7,2 % від усіх жителів.
За віковим діапазоном населення розподілялося таким чином: 18,8 % — особи молодші 18 років, 66,2 % — особи у віці 18—64 років, 15,0 % — особи у віці 65 років та старші. Медіана віку мешканця становила 40,0 року. На 100 осіб жіночої статі у селищі припадало 96,0 чоловіків;  на 100 жінок у віці від 18 років та старших — 92,7 чоловіків також старших 18 років.
Середній дохід на одне домашнє господарство  становив 105 679 доларів США (медіана — 87 274), а середній дохід на одну сім'ю — 125 099 доларів (медіана — 104 975). Медіана доходів становила 81 781 долар для чоловіків та 63 208 доларів для жінок. За межею бідності перебувало 4,3 % осіб, у тому числі 11,0 % дітей у віці до 18 років та 0,0 % осіб у віці 65 років та старших.
Цивільне працевлаштоване населення становило 2610 осіб. Основні галузі зайнятості: освіта, охорона здоров'я та соціальна допомога — 23,7 %, виробництво — 15,4 %, роздрібна торгівля — 13,2 %, фінанси, страхування та нерухомість — 12,3 %.